# Schloss Wilhelmsthal (Calden)

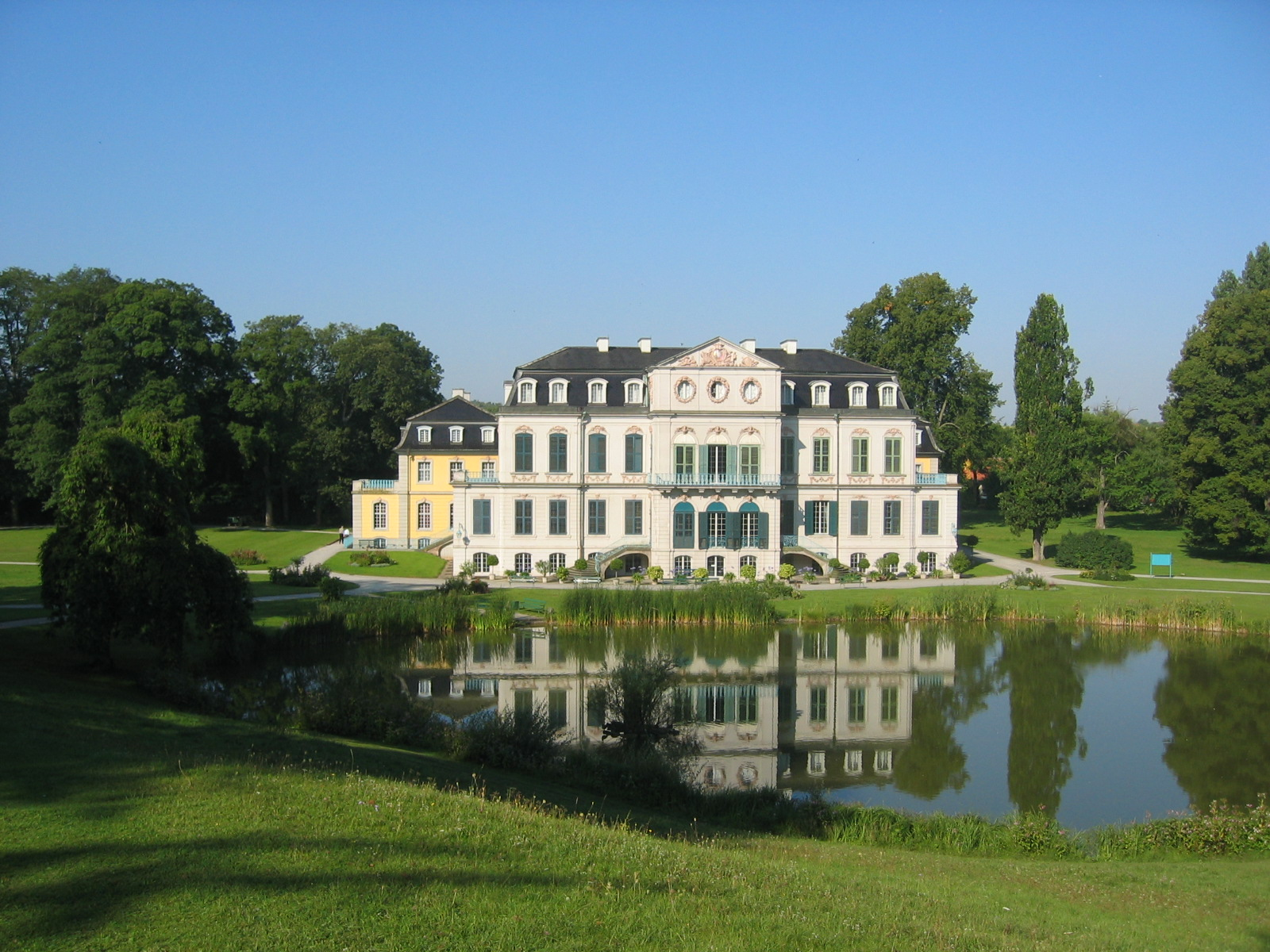
Schloss Wilhelmsthal, die Gartenfassade

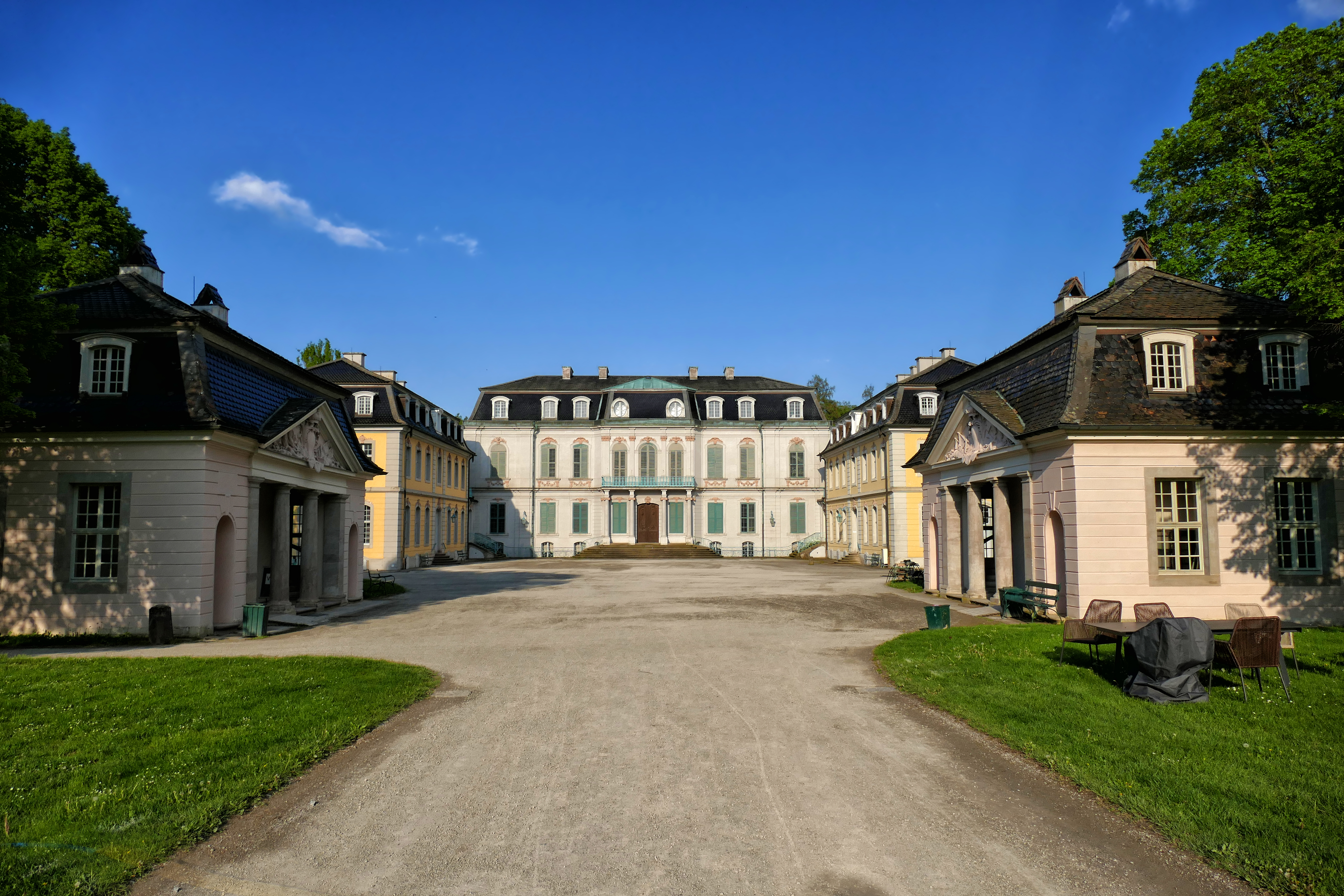
Schloss Wilhelmsthal Ansicht von Westen

Das Schloss Wilhelmsthal ist ein Schloss nahe der Großstadt Kassel bei Calden im nordhessischen Landkreis Kassel (Deutschland). Die Anlage wurde von 1743 bis 1761 erbaut und zählt zu den bedeutendsten Rokokoschlössern nördlich des Mains. Das Schloss besitzt einen großflächigen Park mit Wasserspielen. Das Schlossgebäude kann im Rahmen von täglichen Führungen besichtigt werden. Der Park – seit 2009 Bestandteil des European Garden Heritage Network – ist ganzjährig bis zum Einbruch der Dunkelheit frei zugänglich.

## Geographische Lage
Das Schloss Wilhelmsthal steht etwa zehn Kilometer nordwestlich der Innenstadt von Kassel und rund zwei Kilometer südsüdöstlich des Caldener Ortskerns. Es befindet sich im Tal des kleinen Esse-Zuflusses Jungfernbach auf rund 260 m ü. NN.

## Geschichte
1643 kaufte die hessische Landgräfin Amalie Elisabeth, Witwe von Wilhelm V., das Gut Amelgotzen. Das Gut war ursprünglich im Besitz des Klosters Helmarshausen. Unter dem Namen Amalienthal diente es ihr als bescheidener Landsitz.
Das heutige Schloss wurde von 1743 bis 1761 als Lustschloss für den hessischen Landgrafen Wilhelm VIII. erbaut.
Während des Siebenjährigen Krieges kam es 1762 zu einer blutigen Schlacht am Schloss. Noch heute befindet sich ein Massengrab französischer Soldaten im Schlosspark. Diese Schlacht wird in der Erzählung vom „Tambour von Wilhelmsthal“ aufgegriffen, eines halbwüchsigen Trommlers der Braunschweiger Truppen, der durch ein falsches Trommelsignal versehentlich den Angriff statt des Rückzuges auslöste und somit unerwartet den Sieg über die französischen Truppen herbeiführte.

## Architektur
Das Schloss wurde von François de Cuvilliés als locker gefügte Dreiflügelanlage ausgeführt. Erst 1756 übernahm Simon Louis du Ry die Bauführung. Von ihm stammen die vorgelagerten Wachhäuser. Die Entwürfe für die Ausstattung der Innenräume gehen in Teilen auf Johann August Nahl (der Ältere) zurück. Nachdem der Bildhauer u. a. in Sanssouci tätig war, schuf er die kostbaren Wandvertäfelungen und viele Stuckaturen.

### Ausstattung
Von den ehemals im reinen Rokoko ausgeführten Räumen sind die meisten unverändert überkommen. Besonders Möbel aus französischer Produktion dominieren die Ausstattung. Unter den ausführenden Kunstschreinern waren Charles Cressent, Mathieu Criaerd und Bernard II van Risamburgh. Auch deutsche Arbeiten von Abraham und David Roentgen befinden sich im Bestand des Hauses. Neuere Ausstattungsgegenstände aus dem späten 18. Jahrhundert stammen meist aus dem Schloss Wilhelmshöhe bei Kassel und gehen zum Teil auf Entwürfe von Heinrich Christoph Jussow zurück. Ebenso gehört eine große Sammlung asiatischer Lackmöbel zum originalen Bestand des Sommerschlosses.
Zur Sammlung des Hauses gehören ebenfalls zahlreiche chinesische und japanische Porzellane aus verschiedenen Epochen.
Bekannt ist das Schloss auch für seine Sammlung von Gemälden aus der Hand von Johann Heinrich Tischbein dem Älteren, unter anderem die so genannte Schönheitsgalerie.

## Heutige Nutzung
Das Schloss dient heute als Museum und wird durch die Museumslandschaft Hessen Kassel betreut. Die fürstlichen Wohnräume, Teile des Dienstbotenbereichs sowie die große Schlossküche sind zu besichtigen.
Die historische Schlosskapelle im Nordflügel wird als Veranstaltungsort genutzt. Im Südflügel befindet sich eine kleine Sammlung von Zinnsoldaten in Erinnerung an den Siebenjährigen Krieg.

## Schlosspark
Entgegen üblichen Landschaftsanordnungen liegt das Schloss an der tiefsten Stelle des Parks. Die Gartenanlage wurde als fächerförmiges Dreiachsensystem geplant und ist selbst in eine größere landschaftliche Komposition eingebettet, die im Westen und Osten durch je ein Lindenrondell den Abschluss findet. Die Mittelachse war als wasserführender Kaskadenlauf gedacht, der in das ursprünglich in strenger barocker Symmetrie eingefasste Schlossbassin mündete. Die Ausführung wurde teilweise umgesetzt. Durch den Siebenjährigen Krieg kamen die Arbeiten zum Ruhen. Um 1800 wurde der Park zu einem Landschaftspark mit lockerer Bewaldung weiterentwickelt und das Bassin einem natürlich entstandenen Teich im Grünen angepasst. Die Kaskaden wurden zugeschüttet, und aus den Steinen der Kaskaden der Mittelachse wurde ein gotisierender Aussichtsturm gebaut.

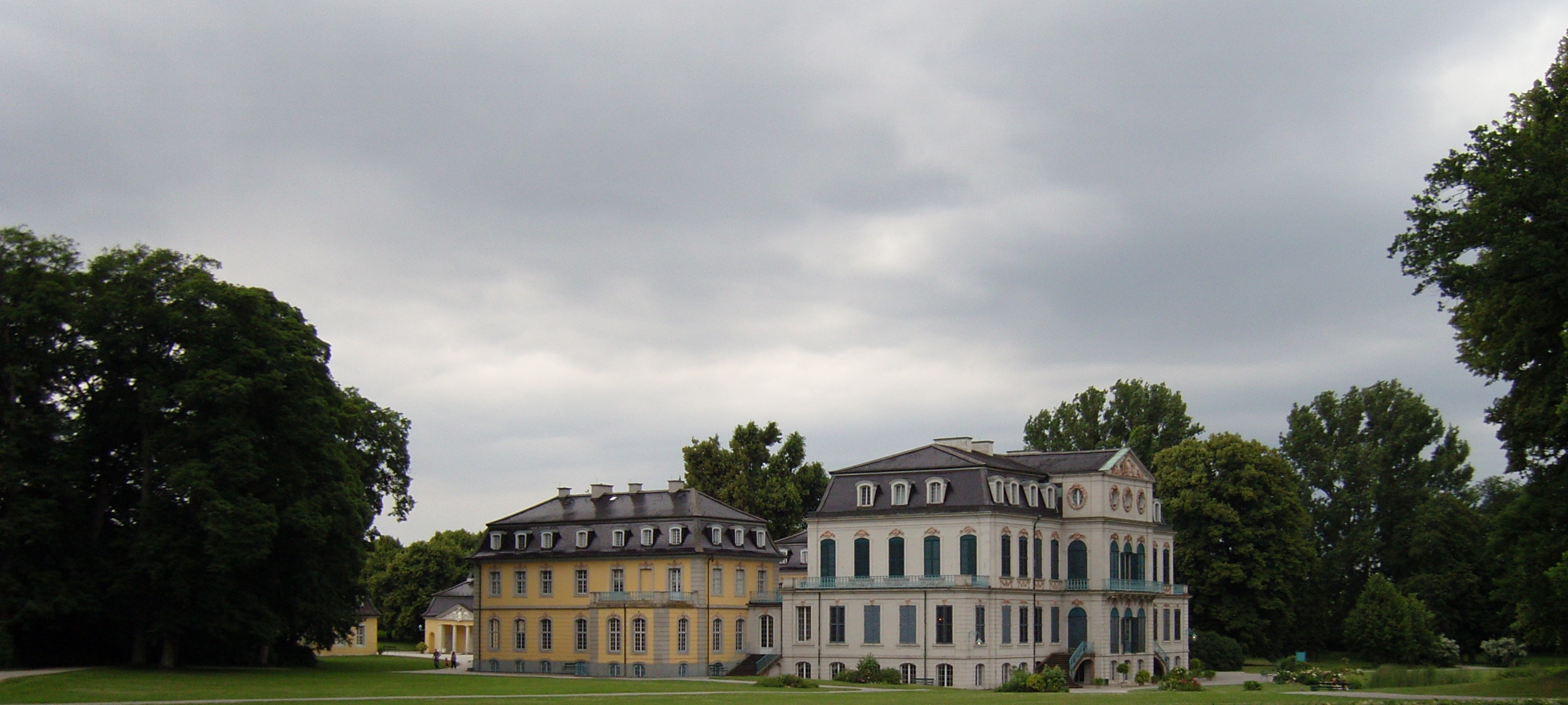
Schloss Wilhelmsthal im Schlosspark
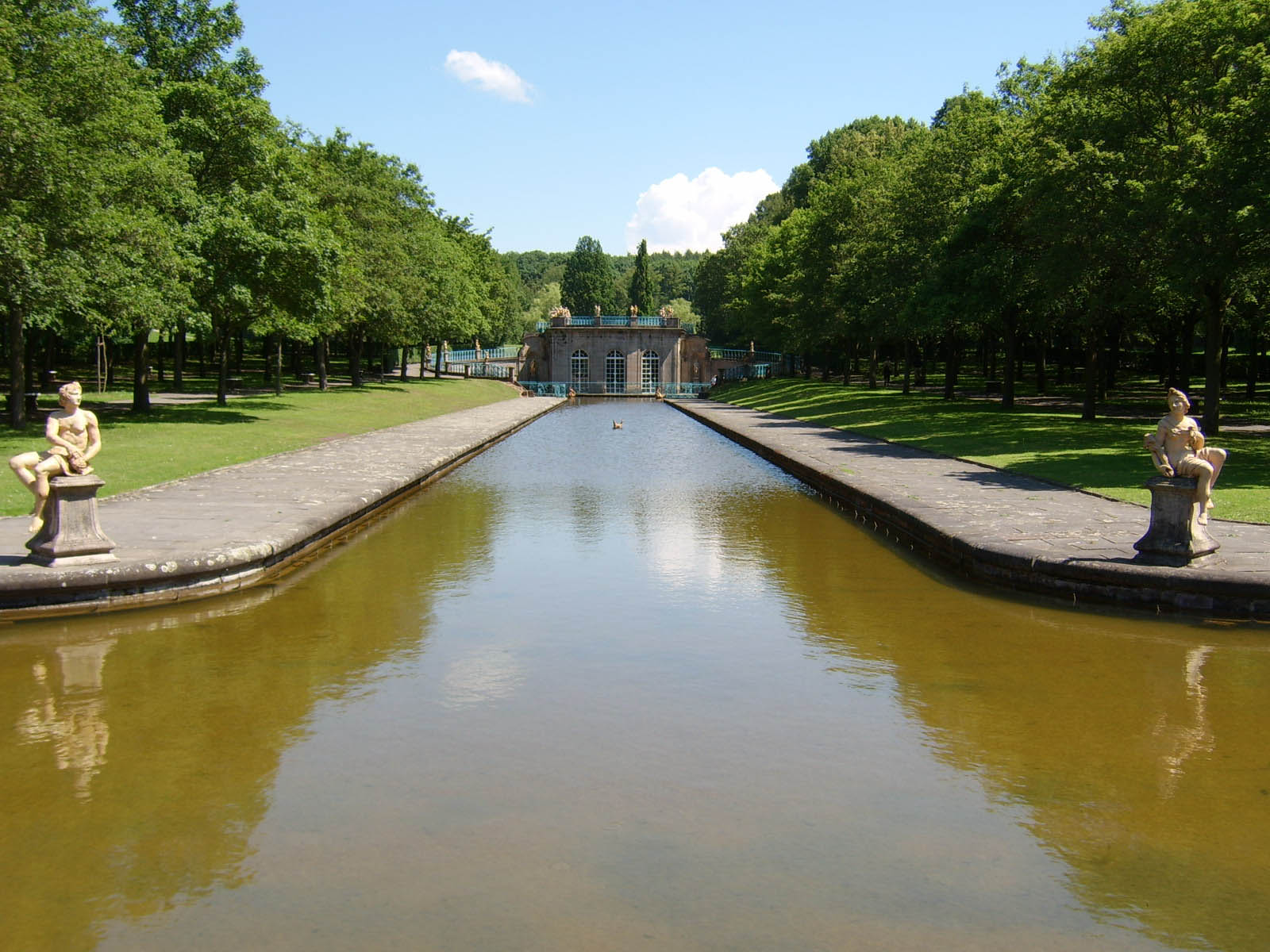
Kanal und Grotte im Schlosspark
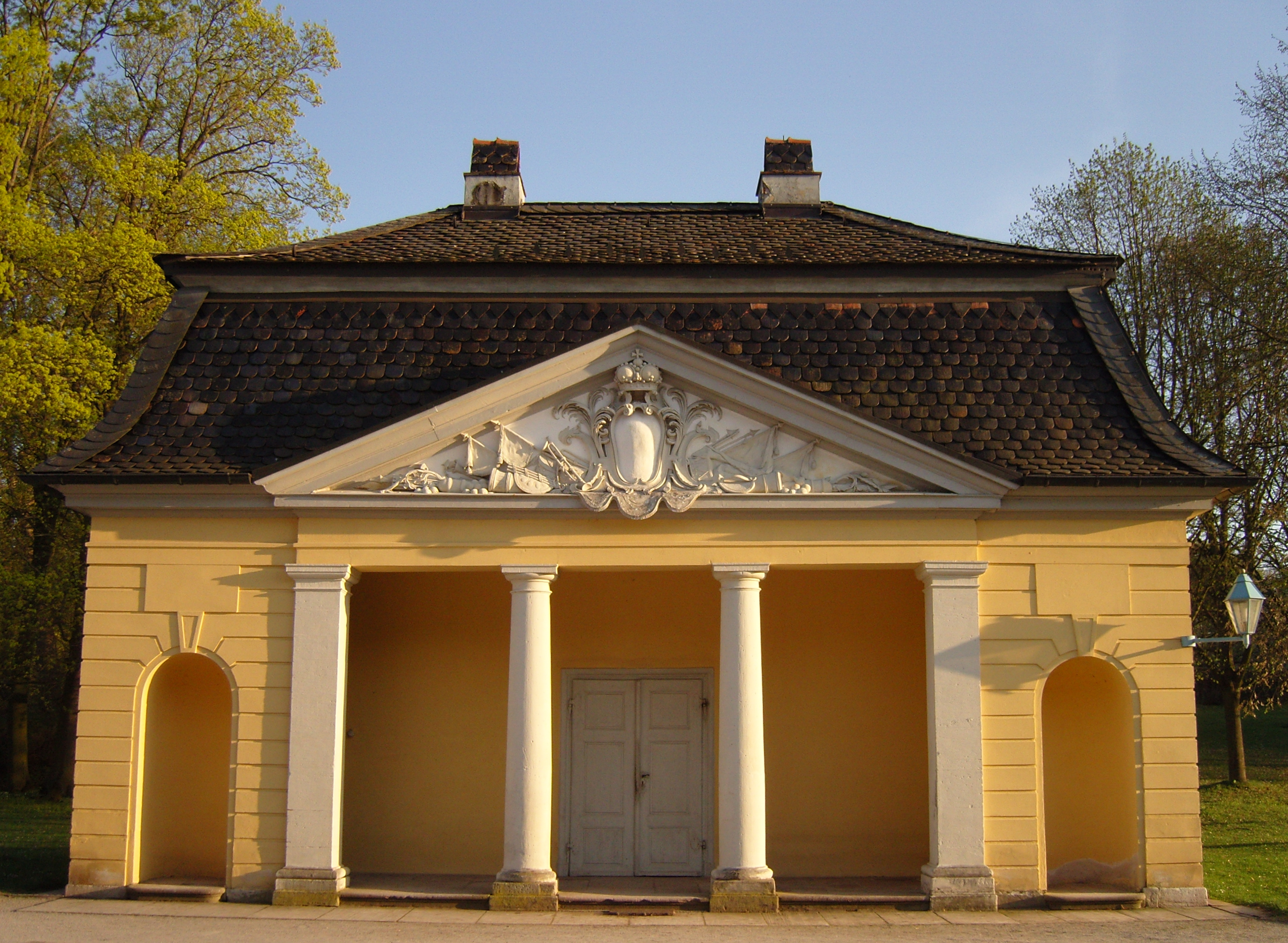
Eines der Wachhäuser
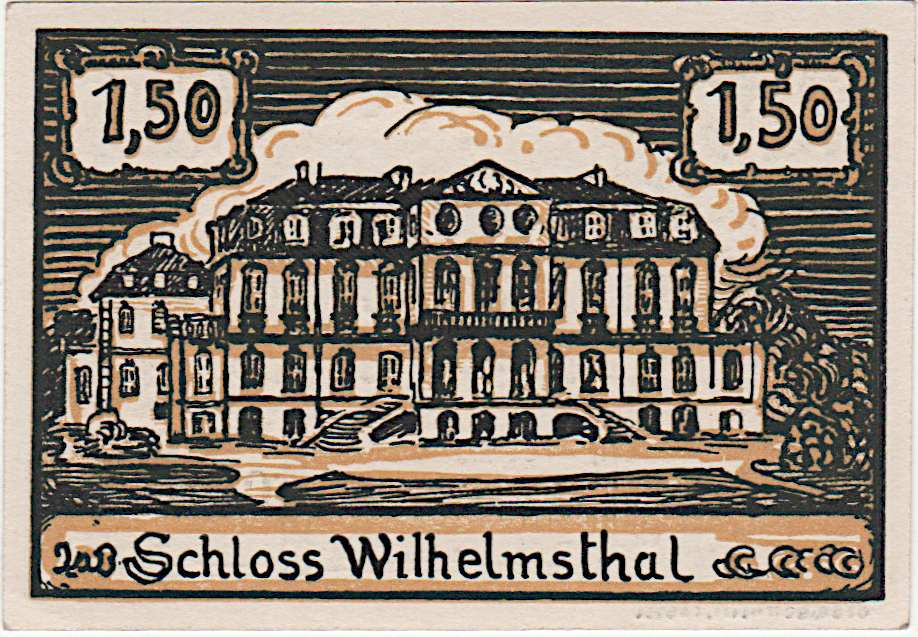
Das Schloss auf einem Notgeldschein, aus Hofgeismar, ca. 1922.

In einem langgestreckten Hügel der Nordachse befindet sich der ehemalige Eiskeller, in dem in den Wintermonaten Eis eingelagert wurde, um im Sommer als Kühllager zu dienen. Aus der Anfangsphase ist heute nur noch die Grotte erhalten, die das Glanzstück der Südachse darstellt. Sie wurde von dem Bildhauer Peter Laporterie geschaffen, der sie mit Muscheln und Glas reich dekorierte. Ursprünglich waren über die Parkanlage verteilt vergoldete Putten aufgestellt. Die aus Bleiummantelung und Kolophoniumwachsfüllungen bestehenden Skulpturen leiden unter Witterungsänderungen, so dass heute nur die besterhaltenen die Balustrade der Grotte zieren. Der vor der Grotte als Bestandteil der Südachse liegende Kanal mit den Wasserspielen wurde erst nach dem Zweiten Weltkrieg rekonstruiert. In östlicher Verlängerung der Südachse liegt – direkt hinter der Grotte – das (zugewachsene) Wasserreservoir der Wasserspiele. Weiter östlich liegt der Ententeich mit der aus grob gebrochenen Felsen errichteten Enteninsel. Nicht mehr erhalten ist das auf der Enteninsel errichtete Entenhaus in chinesisch anmutender Bauweise.

## Verkehrsanbindung
Das Schloss ist über die aus Richtung Osten bzw. Espenau von der nahe am gemeinsamen Abschnitt der Bundesstraßen 7 und 83 heran führende Landesstraße 3217 zu erreichen. Diese knickt am Schlosspark am Schlosshotel Wilhelmsthal als meistens gradlinig verlaufende Rasenallee nach Süden ab und führt nach Kassel zum Bergpark Wilhelmshöhe, in dem unter anderem das Schloss Wilhelmshöhe steht. Vom Knick führt die Kreisstraße 46, den Schlosspark im Westen passierend, nordnordwestwärts nach Calden.

## Sonstiges
Das Schloss diente mehrfach als Kulisse bei Dreharbeiten. 1957 spielte O. W. Fischer in Herrscher ohne Krone. Auch das Fernsehspiel Der Winter, der ein Sommer war nutzte das Schloss als Kulisse.
Am 16. Juni 1982 erschien eine 0,80 DM Briefmarke mit dem Motiv Schloss Wilhelmsthal der Deutschen Bundespost Berlin in der Serie Burgen und Schlösser. Bei der Deutschen Bundespost wie auch bei der Deutschen Bundespost Berlin wurden jeweils 21 Werte in dieser Serie ausgegeben.